# Attuatore pneumatico a glifo
L'attuatore pneumatico a glifo, chiamato anche attuatore oscillante, è un attuatore pneumatico rotativo progettato per il comando di valvole a un quarto in giro (valvole a sfera, a farfalla, a maschio). Applica il cinematismo del giogo scozzese
Il sistema a glifo oscillante trasforma il moto lineare dei pistoni (Punto 1 immagine attuatore sezionato) in moto rotatorio tramite il collegamento del glifo (Punto 2 immagine attuatore sezionato) all’albero (Punto 3 immagine attuatore sezionato),  che ruota per un arco di 90°, albero che a sua volta viene collegato allo stelo e quindi all’otturatore della valvola.
La coppia torcente erogata risulta maggiore nei due punti di fine corsa e ridotta a metà corsa ossia coppia massima dove la valvola deve aprire la valvola sbloccando l’otturatore dalla sua sede di tenuta e dove deve ri-chiudere la valvola ponendo l’otturatore nella sede di tenuta, mentre eroga una coppia minore durante la corsa dell’otturatore dove anche la richiesta della valvola è inferiore.

## Configurazioni geometriche del sistema a glifo
Il sistema a glifo si distingue in due configurazioni geometriche:
- Glifo simmetrico (symmetric yoke):  l’attuatore eroga un valore di coppia identico nei due punti estremi della curva,  (chiusura (0°) e apertura (90°) della valvola.)

- Glifo inclinato (canted yoke): l’attuatore eroga una coppia maggiorata rispetto alla configurazione simmetrica nel tratto della curva laddove dove è richiesta maggiore forza per vincere l’attrito causato dalla sede in posizione di tenuta e una coppia ridotta nel tratto della curva finale della curva

Il cinematismo dell’attuatore a Glifo ricalca l’andamento della curva di coppia delle valvole ad un quarto giro nelle tre posizioni di Apertura (Open), rotazione (Run) e Chiusura (Close).